# Stegosauria
Stegosauria (kiếm long) là một nhóm khủng long hông chim sống trong kỷ Jura và đầu kỷ Phấn Trắng, được tìm thấy chủ yếu ở Bắc Bán Cầu, chủ yếu là Bắc Mỹ, châu Âu và Trung Quốc, mặc dù một loài (Kentrosaurus aethiopicus) được biết là từng sinh sống tại châu Phi. Nguồn gốc địa lý của chúng không rõ ràng; loài kiếm long đầu tiên (Huayangosaurus taibaii) đã được tìm thấy ở Trung Quốc.
Chi Stegosaurus, nhóm này đặt theo tên của nó, là chi kiếm long nổi tiếng nhất.

## Mô tả hóa thạch
Tất cả các loài kiếm long có một hàng các tấm xương đặc biệt gọi là da xương (osteoderm), phát triển thành đĩa và gai dọc theo lưng và đuôi. Nhiều loài có gai trung gian, gọi là 'splates'.

### Sọ
Chúng có đặc trưng là sọ ngang hẹp và mỏ có sừng bao phủ, che phủ mặt trước của các xương mõm gồm 2 xương tiền hàm trên và 1 xương tiền hàm dưới. Cấu trúc tương tự được tìm thấy ở rùa và các loài chim. Ngoại trừ Huayangosaurus, các chi kiếm long sau đó đều không còn răng tiền hàm trên.

## Cây phát sinh chủng loại
Sau đây là danh sách các chi kiếm long theo phân loại và địa điểm:
Phân bộ Thyreophora:
- Cận bộ Stegosauria:
- Gigantspinosaurus - (Tứ Xuyên, Trung Quốc)
  - Họ Huayangosauridae
    - Huayangosaurus (Tứ Xuyên- Trung Quốc)
    - Regnosaurus (?Sussex- Anh)

  - Họ Stegosauridae
    - Paranthodon (Nam Phi)
    - Monkonosaurus (Tây Tạng- Trung Quốc)
    - Chungkigosaurus (Trùng Khánh- Trung Quốc)
    - Chialingosaurus (Tứ Xuyên- Trung Quốc)
    - Wuerhosaurus (Tân Cương- Tây Trung Quốc)
    - Hesperosaurus (Wyoming- Hoa Kỳ)
    - Dancentrurus (Anh, Pháp, Bồ Đào Nha)
    - Miragaia (Bồ Đào Nha)
    - Phân họ Stegosaurinae'
      - Tuojiangosaurus (Tứ Xuyên- Trung Quốc)
      - Kentrosaurus (Tanzania, châu Phi)
      - Lexovisaurus (=Loricatosaurus) (Anh và Pháp)
      - Stegosaurus (Wyoming, Hoa Kỳ)

    - Không chắc chắn vị trí:
      -  ?Craterosaurus (Bedfordshire- Anh)
      - Jiangjunosaurus (Tân Cương- Trung Quốc)